# Џасмин Естејтс (Флорида)
Џасмин Естејтс (енгл. Jasmine Estates) насељено је место без административног статуса у америчкој савезној држави Флорида.

## Демографија
По попису из 2010. године број становника је 18.989, што је 776 (4,3%) становника више него 2000. године.
| Група             | 2000.          | 2010.          |
| Белци             | 16.401 (90,1%) | 15.063 (79,3%) |
| Афроамериканци    | 296 (1,6%)     | 668 (3,5%)     |
| Азијати           | 160 (0,9%)     | 221 (1,2%)     |
| Хиспаноамериканци | 1.105 (6,1%)   | 2.698 (14,2%)  |
| Укупно            | 18.213         | 18.989         |